# 净乐宫
净乐宫，始建于明永乐十六年（1418年），是一座原位于湖北省均州古城内（今湖北省丹江口市）的宫观，是武当山著名的道教建筑之一，被誉为“武当山九宫之首”。原建筑面积3万多平方米，原有大小殿堂和道房520间，全宫占地面积超12万平方米，除规模略小外，净乐宫与北京故宫的建制几乎完全一样，故史书称“北修故宫，南修净乐”。1967年文化大革命期间，因丹江口水库蓄水而被彻底淹没。2006年，净乐宫复制竣工，位于丹江口市东郊净乐湖北坡，新净乐宫建筑面积6万3千平方米。

## 历史
明朝永乐十六年（1418年）建成，赐“元天净乐宫”额，有“小故宫”之称，清朝有数次重修。老均州流传着“一座净乐宫，半座均州城”的说法，明代知名地理学家徐霞客称其“踞城之半”。
1958年大跃进期间，修建丹江口水利枢纽，均州古城属于将被淹没的区域，宫中的牌楼、龟驮碑等文物搬迁到丹江口新城区。其中，据当时的文物普查，除各种殿堂建筑之外，净乐宫还保存的各种文物还有近千件，最终确定将830多件大小文物搬运到位于高处的丹江口新城。

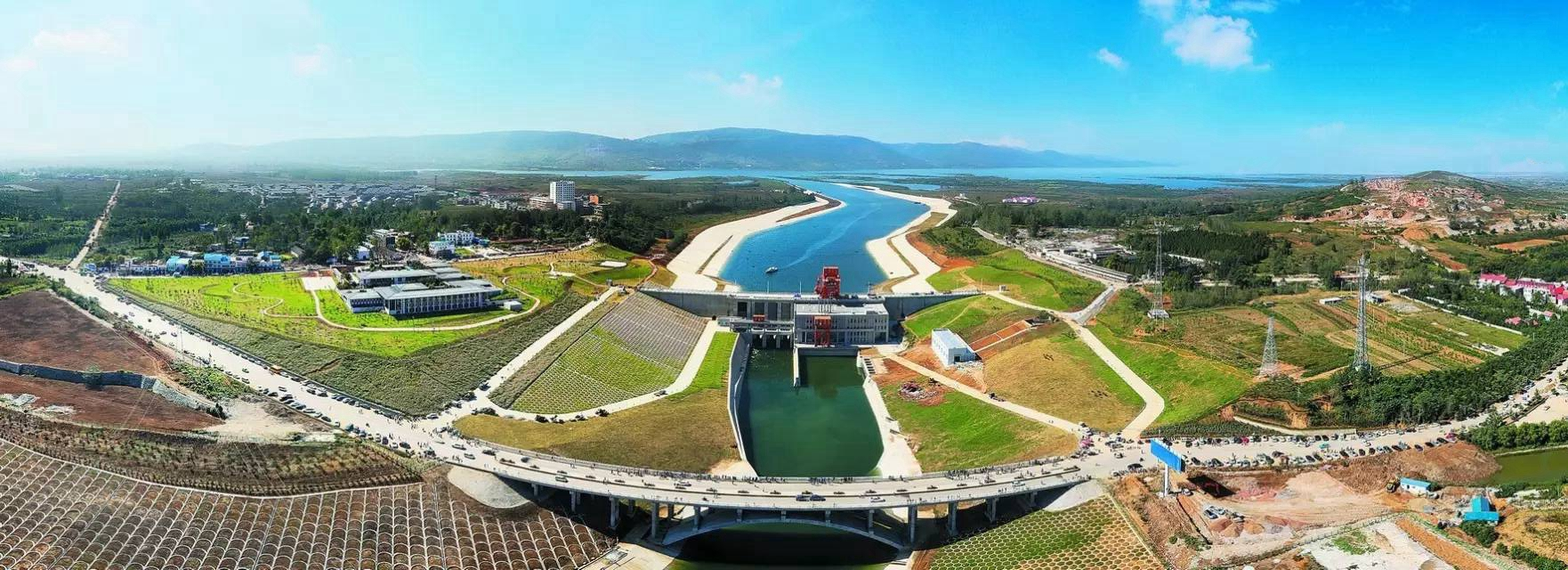
位于河南省的丹江口水库标志性建筑陶岔渠

按原定计划，净乐宫复原工程于1965年由丹江口工程局逐步展开，至1965年秋，两个碑座基础工程完工，巨大的龟驮碑也准备复原落位。1966年文化大革命爆发，净乐宫复原工程被迫中断，此期间不少文物被当地民众拉走当了建筑材料，甚至被用于砌猪圈和厕所。2004年丹江口市文物局副局长陈志中在采访中也提到，“将净乐宫迁移重建是在建丹江口水库时决定的，但因‘文革’而没能付诸实施。” 文革期间，1967年丹江口水库蓄水，彻底淹没了两千年历史的古城均州和古城中的标志建筑净乐宫。当时正值“破四旧”，众多珍贵文物没能抢救而沉于水底，其中包括武当山古建筑群约1/3的部分、古均州城和许多楚国早期遗址和墓葬。
1983年，均县改为丹江口市。2000年6月，大规模的净乐宫复建工程正式启动。2006年3月31日，净乐宫复建竣工，同年5月25日国务院公布了第六批全国重点文物保护单位，净乐宫的棂星门、龟驮碑（1958年抢救文物）作为武当山古建筑群的一部分名列其中。

## 水下考古
2011年11月至12月，国家水下文化遗产保护武汉基地组织，对丹江口库区3处水下文物点（湖北省丹江口市古均州城、武当山特区周府庵、河南省淅川县龙城遗址）进行了水下物理探测，正式拉开了中国内陆水下文化遗产保护的序幕。